# 潘捷列伊蒙·波諾馬連科
潘捷列伊蒙·康德拉季耶维奇·波诺马连科（俄语：Пантелеймон Кондратьевич Пономаренко；1902年7月27日 [格里历] 8月9日 —1984年1月18日），蘇聯政治人物，乌克兰人，苏联党和国家领导人，陆军中将。曾任白俄罗斯共产党中央第一书记、白俄罗斯苏维埃社会主义共和国人民委员会、部长会议主席，哈萨克共产党中央第一书记等职。

## 生平
- 1902年7月27日（格里历：8月9日）出生于沙俄库班州迈科普谢科夫斯基农场的一户乌克兰农民家庭。12岁起成为铁匠学徒。
- 1918年-1919年，苏俄红军服役。参与了俄罗斯内战中的叶卡捷琳堡保卫战。
- 1919年起，北高加索地区石油工人、铁路工人。1922年，加入列寧共青團。
- 1922年-1926年，库班地区共青团团务工作。1925年加入联共（布）。担任亚速海-黑海边疆区纳列波夫斯基区党委宣传部长。
- 1927年，克拉斯诺达尔工人学院毕业。
- 1927年-1932年，莫斯科交通学院学习。期间，1930年-1932年，坦波夫地区Michurinsky蒸汽机车维修厂检修工人。
- 1932年-1936年，再次加入苏联红军，于白俄罗斯和远东地区服役。
- 1936年-1938年，苏联电子技术学院工程师，党委书记。
- 1938年起，联共（布）中央机关工作。担任教师，部门副主任。
- 1938年6月-1947年3月，白俄罗斯共产党（布）中央第一书记，期间在白俄罗斯推动大清洗。

卫国战争期间：
1939年9月起，白俄罗斯军区军委委员，参加了苏联入侵波兰的军事行动。

1941年6月起苏德战争期间，西方面军军事委员会委员。7月24日-8月25日，中央方面军军事委员会委员。10月4日-10月29日，布良斯克方面军军事委员会委员。12月起，加里宁方面军突击第3集团军军事委员会委员。
1942年5月-1943年3月，苏军最高统帅部游击部队总指挥，陆军中将军衔。

1943年4月起，兼任中央方面军军事委员会委员。

1943年6月-1944年1月，再次担任苏军最高统帅部游击部队总指挥。同年退役。

1944年2月-1946年，白俄罗斯苏维埃社会主义共和国人民委员会主席。
- 1946年-1948年3月，白俄罗斯苏维埃社会主义共和国部长会议主席。[3]
- 1948年7月-1953年5月，联共（布）中央书记，主管计划，财务，贸易和交通工作。
- 1950年10月-1952年12月，苏联采购部长。
- 1952年12月12日-1953年3月15日，苏联部长会议副主席，主管农产品和农业原材料采购工作。
- 1953年3月-1954年3月，苏联文化部长。
- 1954年2月-1955年5月，哈萨克共产党中央第一书记。
- 1955年5月8日-1957年10月3日，驻波兰人民共和国特命全权大使。
- 1957年10月26日-1959年4月22日，驻印度共和国特命全权大使。期间1957年10月26日-1959年6月27日，兼任驻尼泊尔王国特命全权大使。
- 1959年6月30日-1962年6月21日，驻荷兰王国特命全权大使。
- 1963年-1965年，驻国际原子能机构代表。
- 1965年-1978年，苏共中央社会科学院教师。
- 1978年起退休。
- 1984年1月18日于莫斯科逝世，享年81岁。葬于新圣女公墓。

波诺马连科是联共（布）18大，第18次代表会议，苏共19-20大代表，第19届中央主席团（政治局）委员（1952-1953），中央主席团候补委员（1953-1956），第19届中央书记处书记。第1-3届苏联最高苏维埃联盟院代表，第4届苏联最高苏维埃民族院代表。第3届俄罗斯苏维埃联邦社会主义共和国最高苏维埃代表，第3-4届哈萨克苏维埃社会主义共和国最高苏维埃代表。

## 荣誉
- 四次列宁勋章
- 十月革命勋章
- 一级苏沃洛夫勋章
- 一级卫国战争勋章
- 荣誉勋章
- 一级卫国战争游击队员奖章
- 保卫莫斯科奖章
- 1941－1945年伟大卫国战争战胜德国奖章
- 1941-1945年伟大卫国战争中忘我劳动奖章
- 波兰一级格伦瓦德十字勋章

## 纪念
- 在白俄罗斯的明斯克，莫吉廖夫都有以波诺马连科命名的街道。
- 戈梅利的电机工厂以波诺马连科命名。
- 2012年，白俄罗斯国家档案馆举办了一场展览，纪念波诺马连科诞辰110周年。